# Space Odyssey: Voyage to the Planets
Space Odyssey: Voyage To The Planets (Voyage To The Planets And Beyond negli Stati Uniti) è un documentario fantascientifico andato in onda sulla BBC nel 2004, che narra la storia di un viaggio con equipaggio umano attraverso il sistema solare. Scritto e diretto da Joe Ahearne e prodotto da Christopher Riley, fu presentato al Sir Arthur Clarke Award dove vinse il premio per la categoria "Best TV & Radio Presentation".

## Trama
In un futuro prossimo non specificato, cinque astronauti partono con un'astronave a propulsione nucleare, di nome Pegasus, per l'esplorazione del sistema solare, in una missione frutto di una collaborazione tra NASA, CSA, ESA e RKA, con destinazione Venere, Marte, un fly-by col Sole, le lune di Giove Io ed Europa, Saturno, Plutone, e la cometa fittizia Yano-Moore. Prima della missione grandi serbatoi di idrogeno sono stati depositati in orbite stabili in punti strategici lungo il percorso per permettere all'equipaggio di rifornirsi ed avere sufficiente delta-v per una missione di durata superiore ai sei anni.
Il narratore della serie è David Suchet, che descrive le varie peripezie dell'equipaggio e i problemi che incontra nelle singole missioni. Il primo obiettivo, Venere, è uno dei più ardui, per le condizioni climatiche e atmosferiche della superficie: il lander Orpheus ha il compito di atterrare sulla superficie venusiana con due uomini a bordo, nella zona dove atterrò decenni prima la sonda sovietica Venera 14. Pressione e calore rischiano di danneggiare il lander, che proprio per le condizioni proibitive era stato progettato per rimanere solo un'ora sulla superficie venusiana. L'unico uscito dal lander, l'ingegnere russo Yvan Grigorev, è il primo uomo a mettere piede su Venere, ma riesce a malapena a ritornare al modulo a causa del surriscaldamento della tuta  speciale al titanio che avrebbe dovuto proteggerlo da calore e pressione, superiori rispettivamente a 400 °C e 90 atmosfere.
Dopo 55 giorni dalla partenza dalla Terra, l'equipaggio prosegue per Marte, dove vengono svolte varie ricerche geologiche e meteorologiche, che portano alla scoperta di acqua nel sottosuolo e, forse, di vita extraterrestre. Successivamente la nave si dirige verso il Sole, per sfruttare l'effetto di fionda gravitazionale ed uscire negli spazi esterni del sistema solare, verso Giove e Saturno. La nave, dotata di scudi termici, effettuerà un fly-by che la porta a sfiorare la fotosfera solare per studi ravvicinati e inediti mai compiuti su una stella, rischiando di essere colpita da radiazioni o protuberanze solari improvvise.
Dopo sette mesi e un incontro ravvicinato con una coppia di asteroidi della fascia principale, denominati 30242 Catastrofe e 30241 Superbia e riconosciuti come "un binario di tipo C", che rischia di distruggerla, l'astronave arriva nel sistema di Giove. Qui, per diminuire la propria velocità ed entrare in orbita, deve entrare nella densa atmosfera del pianeta, e il surriscaldamento e la pressione, mitigati a fatica dallo scudo termico,  rischiano di farla a pezzi. Una volta entrati in orbita, l'equipaggio si dirige verso Io, la sua vulcanica luna, con lo scopo di studiare la sua attività vulcanica. Zoë Lessard, la geologa dell'equipaggio, scende sulla superficie di Io nella zona di Maasaw Patera, vicino a una delle bocche eruttive di un vulcano, ma le radiazioni del campo magnetico di Giove la costringono ad un frettoloso rientro a bordo della nave all'abbandono dei campioni che aveva prelevato. Visti i rischi corsi su Io, su Europa viene lanciata una sonda-robot, con lo scopo di perforare il ghiaccio e cercare forme di vita nel probabile oceano sottostante. Intanto un membro dell'equipaggio, il medico John Pearson, scopre di essere ammalato di linfoma, causato dalle radiazioni assorbite nel primo anno di viaggio. Ormai rassegnato a morire, nonostante le assidue cure, spera solo di arrivare a vedere Saturno, prossimo obiettivo della Pegasus e considerato il più bello tra tutti i pianeti. Una volta raggiunto Saturno viene mandata una sonda verso Titano, che però si perde per un guasto senza essere riuscita a svolgere osservazioni. Quindi la nave si dirige verso la Divisione di Cassini, nel bel mezzo degli anelli di Saturno. Mentre Nina Sulman, l'esobiologa, esce in esplorazione degli anelli, Pearson, dopo aver visto lo spettacolo dall'astronave, muore. L'equipaggio taglia per lutto le comunicazioni col centro terrestre per 24 ore, prima di prendere la decisione se proseguire il viaggio con destinazione Plutone oppure tornare a casa.
Nella versione americana, Voyage To The Planets And Beyond, per tagliare i tempi si decise di concludere col ritorno alla Terra, tuttavia nella versione originale britannica l'equipaggio decise di proseguire per Plutone, nonostante questo significasse 3 anni in più di viaggio. Arrivati finalmente su Plutone, due componenti dell'equipaggio escono a sistemare specchi per un telescopio atto alla ricerca di esopianeti; uno di essi è Yvan, che non era più uscito dalla nave madre dopo l'escursione sull'infernale Venere, mentre su Plutone la temperatura segna -233 °C. Dopo 1402 giorni dalla partenza, la nave prende la via del ritorno, ma rimane ancora una missione da compiere: l'incontro e l'atterraggio su un nucleo cometario. A circa 1,1 miliardi di chilometri dal Sole, la Pegasus intercetta la cometa Yano-Moore e due astronauti scendono sulla sua superficie, apparentemente inerte. Tuttavia, con l'avvicinarsi al Sole, il nucleo si scalda, iniziano a uscire gas dall'interno, e ad un certo punto, il nucleo cometario si frantuma, scagliando piccoli detriti contro la nave e i due dell'equipaggio usciti a studiarlo. Nonostante alcune ferite, tutti i membri si riprendono, continuano il viaggio di ritorno verso la Terra, che rivedranno 2241 giorni dopo la partenza della missione.

## Personaggi
- Tom Kirby (interpretato da Martin McDougall) - comandante della missione, statunitense
- John Pearson (interpretato da Mark Dexter) - medico britannico
- Yvan Grigorev (interpretato da Rad Lazar) - ingegnere di volo russo
- Nina Sulman (interpretato da Michelle Joseph) - esobiologa britannica
- Zoë Lessard (interpretato da Joanne McQuinn) - geologa canadese
- Alex Lloyd (interpretato da Mark Tandy) - scienziato britannico